# Альтэттинг
Альтэттинг (нем. Altötting, бав. Oidäding) — город в Германии, районный центр, расположен в земле Бавария.
Подчинён административному округу Верхняя Бавария. Входит в состав района Альтэттинг. Население составляет 12 985 человек (на 31 июня 2021 года). Занимает площадь 23,07 км². Официальный код — 09 1 71 111. Город подразделяется на 40 городских районов.

## История и культура
Возник при Каролингах как королевский пфальц. В 876 году было заложено Альтэттингское аббатство, разграбленное и сожжённое мадьярами в 910 году. В Альтэттингском дворце, одном из центров политической жизни Европы IX века, родился Людвиг Дитя и умер Карломан. Аббатство было восстановлено в 1228 году, получив от герцогов Баварии значительные привилегии.
Главным источником дохода горожан традиционно служил поток пилигримов, притекавших поклониться статуе «чёрной мадонны», помещённой в октагональной Часовне милосердия. По преданию, в 1489 г. эта святыня вернула к жизни 3-летнего мальчика, который утонул в реке. В той же часовне хранятся в серебряных урнах сердца баварских королей династии Виттельсбахов, включая знаменитого Людвига II.
До сих пор Альтэттинг ежегодно посещают до 700 000 туристов, основную часть которых составляют паломники. В готической церкви свв. Филиппа и Якова, уцелевшей от упразднённого аббатства, хранится «Золотая кобыла» — шедевр ювелирного искусства, изготовленный в 1404 году парижскими мастерами по заказу королевы Изабеллы Баварской. В том же храме — гробница фельдмаршала Тилли.

## Население
По оценке на 31 декабря 2015 года население общины Альтэттинг составляет 12 750 чел. 

| Дата      | 1840 | 1871 | 1900 | 1925 | 1939 | 1950 | 1961 | 1970  | 1987  | 2011  |
| --------- | ---- | ---- | ---- | ---- | ---- | ---- | ---- | ----- | ----- | ----- |
| Население | 2071 | 3228 | 4925 | 5990 | 6476 | 9982 | 9951 | 11325 | 10624 | 12449 |

| Год       | 1960 | 1970  | 1980  | 1990  | 2000  | 2009  | 2010  | 2011  | 2012  | 2013  | 2014  | 2015  |
| --------- | ---- | ----- | ----- | ----- | ----- | ----- | ----- | ----- | ----- | ----- | ----- | ----- |
| Население | 9887 | 11426 | 11047 | 11248 | 12655 | 12599 | 12613 | 12438 | 12521 | 12559 | 12633 | 12750 |